# Småsporig vithätta
Småsporig vithätta (Hemimycena pseudolactea) är en svampart som först beskrevs av Robert Kühner, och fick sitt nu gällande namn av Rolf Singer 1943. Enligt Catalogue of Life ingår Småsporig vithätta i släktet Hemimycena,  och familjen Mycenaceae, men enligt Dyntaxa är tillhörigheten istället släktet Hemimycena,  och familjen Chromocyphellaceae. Arten är reproducerande i Sverige. Inga underarter finns listade i Catalogue of Life.